# Daniel De Leon
Daniel De León (ur. 14 grudnia 1852 na Curaçao, zm. 11 maja 1914 w Nowym Jorku) – socjalista amerykański pochodzenia żydowskiego, działacz II Międzynarodówki, przywódca Socjalistycznej Partii Pracy.